# Сарафанов, Леонид Дмитриевич
Леони́д Дми́триевич Сарафа́нов (род. 28 июня 1982, Киев) — артист балета, премьер Мариинского театра в 2002—2010 годах, затем премьер Михайловского театра, в 2021—2023 годах руководитель балетной труппы Новосибирского театра оперы и балета. Лауреат театральных премий «Бенуа танца» (2006), «Золотая маска» (2011), «Золотой софит» (2013).

## Биография
Леонид Сарафанов родился в Киеве в 1982 году в семье танцовщиков Национального ансамбля танца Украины имени Павла Вирского.
Учился в Киевском хореографическом училище (педагоги — Валерий Парсегов, Владимир Денисенко), которое закончил в 2000 году. После окончания училища был принят в балетную труппу Национальной оперы Украины. Работал с педагогом-репетитором Аллой Лагодой.
В 2001 году участвовал в Московском конкурсе артистов балета в Большом театре, где завоевал I премию и золотую медаль в старшей группе. После победы на конкурсе получил приглашение от заведующего балетной труппой Мариинского театра Махара Вазиева перейти работать в этот театр.
В 2002—2010 годах Сарафанов был премьером балета Мариинского театра.
С января 2011 года перешёл в труппу Михайловского театра, также на позицию премьера.
С октября 2021 года по апрель 2023 года возглавлял балетную труппу Новосибирского театра оперы и балета.

### Семья
Жена — Олеся Новикова, прима-балерина Мариинского театра. Дети — сын Алексей (2009 г. р.), дочь Ксения (2013 г. р.), сын Александр (2015 г. р.), Константин (2022 г.р.).

### Увлечения
Леонид — футбольный болельщик, поддерживает Санкт-Петербургскую команду «Зенит». Ещё одним хобби Леонида является фотография.

## Творчество

### Национальная опера Украины
- «Сильфида» (Джеймс);
- «Жизель» (Альберт);
- Grand pas из балета «Пахита»;
- «Спящая красавица» (Дезире, Голубая птица);
- «Лебединое озеро» (Зигфрид);
- «Щелкунчик» (Принц);
- «Дон Кихот» (Базиль);
- «Петрушка» (Петрушка);
- «Кармен-сюита» (Эскамильо).

### Мариинский театр
- «Сильфида» (Джеймс);
- «Жизель» (Альберт);
- Pas de deux из балета «Фестиваль цветов в Дженцано» — хореография Августа Бурнонвиля;
- «Корсар» (Али, Ланкедем);
- «Баядерка» (Солор);
- «Спящая красавица» (принц Дезире);
- «Лебединое озеро» (принц Зигфрид);
- «Дон Кихот» (Базиль);
- «Ромео и Джульетта» (Ромео, Меркуцио);
- балеты Джорджа Баланчина: «Симфония до мажор» (III часть), «Тема с вариациями», «Четыре темперамента», — Tchaikovsky Pas de deux, «Драгоценности» («Рубины»), «Тарантелла», «Блудный сын»;
- «Этюды» (солист) — хореография Харальда Ландера;
- «Щелкунчик» (Принц) — постановка Михаила Шемякина, хореография Кирилла Симонова;
- The Vertiginous Thrill of Exactitude — хореография Уильяма Форсайта;
- «Ундина» (первый исполнитель партии Маттео) — хореография и постановка Пьера Лакотта (2006 год);
- «Прощание с джунглями» в хореографии Ольги Воробьёвой на музыку группы «Stamp»;
- «Конек-Горбунок» (Иван-дурак) — хореография Алексея Ратманского;
- «Полёт ангелов» (солист) — хореография Эдварда Льянга.
- «Видение розы» — хореография Михаила Фокина.

### Михайловский театр
- Али («Корсар»);
- Принц Зигфрид («Лебединое озеро»);
- Граф («Жизель, или Вилисы»);
- Принц Дезире («Спящая красавица»);
- Базиль («ДонКихот»);
- Солор («Баядерка»);
- Чиполлино («Чиполлино»);
- «Без слов», хор. Начо Дуато ;
- «Прелюдия», хор. Начо Дуато;
- «Многогранность. Формы тишины и пустоты», хор. Начо Дуато;
- Принц Дезире («Спящая красавица»), хор. Начо Дуато;
- Ромео («Ромео и Джульетта»), хор. Начо Дуато;
- Актёр («Пламя Парижа»);
- Invisible, хор. Начо Дуато;
- Щелкунчик/Принц («Щелкунчик»), хор. Начо Дуато;
- «Белая тьма», хор. Начо Дуато;
- Колен («Тщетная предосторожность»), хор. Фредерика Аштона.
- Филипп («Пламя Парижа»).
- Пётр («Привал кавалерии»)
- Солист («Класс-концерт»)

### Сольное творчество
В 2010 году Леонид Сарафанов, Денис Матвиенко, Олеся Новикова и Анастасия Матвиенко самостоятельно осуществили постановку балета Quatro в хореографии словенского хореографа Эдварда Клюга на музыку композитора Милко Лазара.
Кроме того, Леонид стал участником проектов «Короли танца. Opus 3» (2011), «Короли танца. Избранное»(2012) и «Короли танца» (2014).

## Конкурсы и награды
- Лауреат Международного конкурса артистов балета в Париже (2000)
- Лауреат Международного конкурса артистов балета им. Рудольфа Нуреева в Будапеште (2000)
- Лауреат IX Международного конкурса артистов балета в Москве (2001)
- Лауреат Международного конкурса артистов балета в Сеуле (2004)
- Международная премия «Benois de la Danse» (2006)
- Приз журнала «Балет» «Душа танца» в номинации «Звезда» (2006)
- Лауреат национальной театральной премии «Золотая Маска» в номинации «Балет-современный танец/мужская роль»(2011)
- Высшая театральная премия Санкт-Петербурга «Золотой софит» (2013)